# Contacte entre funcions
Siguin {\displaystyle f} i {\displaystyle g} dues funcions, es diu que aquestes dues funcions tenen contacte d'ordre superiror a {\displaystyle n} en un punt, {\displaystyle a}, si la funció {\displaystyle h(x)=f(x)-g(x)} és un infinitèsim d'ordre superior a {\displaystyle n} quan {\displaystyle x\to a}. És a dir,
{\displaystyle f(x)-g(x)=o[(x-a)^{n}]}
o, de manera equivalent,
{\displaystyle \lim _{x\to a}{\frac {f(x)-g(x)}{(x-a)^{n}}}=0}
Siguin {\displaystyle f} i {\displaystyle g} dues funcions que tenen contacte d'ordre superior a {\displaystyle n} en el punt {\displaystyle a}, aleshores també direm que la funció {\displaystyle g(x)} és una aproximació d'ordre superor a {\displaystyle n} de la funció {\displaystyle f(x)} en el punt {\displaystyle a}.

## Condicions necessàries i suficients pel contacte de dues funcions
Un teorema que ens dona una condició necessària i suficient per poder afirmar que dues funcions {\displaystyle f} i {\displaystyle g} tenen contacte d'ordre superior a {\displaystyle n} és:
"Siguin {\displaystyle f} i {\displaystyle g} dues funcions {\displaystyle n} vegades derivables en el punt {\displaystyle a}, aquestes funcions tenen un contacte d'ordre superior a {\displaystyle n} en aquest punt si i només si {\displaystyle f^{(k)}(a)=g^{(k)}(a)} per qualsevol valor de {\displaystyle 0\leq k\leq n}."

## Exemples
Sigui {\displaystyle f(x)} una funció qualsevol i {\displaystyle y(x)=f(a)+f'(a)(x-a)}la recta tangent a aquesta funció en el punt {\displaystyle a}. Aleshores 
{\displaystyle \lim _{x\to a}{\frac {f(x)-y(x)}{x-a}}=\lim _{x\to a}{\frac {f(x)-[f(a)+f'(a)(x-a)]}{x-a}}=\lim _{x\to a}{\frac {f(x)-f(a)}{x-a}}-f'(a)=f'(a)-f'(a)=0}
i, per tant, {\displaystyle y(x)} és una aproximació d'ordre superior a 1 en el punt {\displaystyle a}.